# Cladonota vexillifera
Cladonota vexillifera är en insektsart som beskrevs av Goding. Cladonota vexillifera ingår i släktet Cladonota och familjen hornstritar. Inga underarter finns listade i Catalogue of Life.